# Lista de unidades federativas do Brasil por PIB per capita (1950)
Abaixo segue a lista das unidades federativas do Brasil por produto interno bruto (PIB) per capita no ano de 1950, calculado a preços constantes (ano-base 2010).

## Lista de unidades federativas do Brasil por PIB per capita - 1950
| Posição | Posição          | Unidade federativa  | PIB per capita 1950 em R$ de 2010 |
| Em 1950 | Comparada a 1939 | Unidade federativa  | PIB per capita 1950 em R$ de 2010 |
| ------- | ---------------- | ------------------- | --------------------------------- |
| 1       | (0)              | Rio de Janeiro      | 9.087                             |
| 2       | (0)              | São Paulo           | 8.036                             |
| 3       | (0)              | Rio Grande do Sul   | 3.835                             |
| 4       | (1)              | Paraná              | 3.781                             |
| 5       | (1)              | Santa Catarina      | 3.552                             |
| 6       | (3)              | Espírito Santo      | 2.938                             |
| 7       | (3)              | Minas Gerais        | 2.774                             |
| 8       | (0)              | Goiás               | 2.296                             |
| 9       | (3)              | Mato Grosso         | 2.092                             |
| 10      | (3)              | Pará                | 1.925                             |
| 11      | (4)              | Paraíba             | 1.864                             |
| 12      | (1)              | Pernambuco          | 1.798                             |
| 13      | (3)              | Ceará               | 1.437                             |
| 14      | (3)              | Alagoas             | 1.309                             |
| 15      | (1)              | Amazonas            | 1.281                             |
| 16      | (3)              | Maranhão            | 1.250                             |
| 17      | (2)              | Rio Grande do Norte | 1.235                             |
| 18      | (6)              | Piauí               | 1.018                             |
| 19      | (1)              | Sergipe             | 971                               |
| 20      | (0)              | Bahia               | 874                               |